# Paititi
Paititi, Paitití o Gran Paitití es un legendario reino incaico o preincaico, supuestamente localizado al sur de la Amazonia, en la región fronteriza que actualmente ocupan Perú, Brasil y Bolivia. La leyenda se originó en la interpretación de algunos escritos del siglo XVI, cuyos autores eran Cristóbal Vaca de Castro, Pedro Sarmiento de Gamboa y Juan Álvarez Maldonado. Estos escritores se referían a un reino situado en la selva baja amazónica, probablemente cerca de la actual frontera entre Bolivia y Brasil. 
La leyenda del Paititi continuó en 1635 cuando, en las Crónicas de Lizarazu, fue citado el Inca Guaynaapoc y su retorno desde el Cusco al Paititi donde reinaba su padre, en las cercanías del río Guaporé (en la actualidad el estado brasileño de Rondonia). En Perú también se ha desarrollado otra leyenda sobre la historia de Inkarri que, después de haber fundado Q'ero y Cusco, se retiró a la selva de Pantiacolla a vivir el resto de sus días en la ciudad de Paititi. Esta leyenda se divulgó por el arqueólogo Oscar Núñez del Prado en 1955 después de un contacto que tuvo con la comunidad de nativos quechuahablantes en el pueblo de Q'ero (Cordillera de los Andes).

## Origen de la leyenda

### Los incas y la tierra de los Mojos

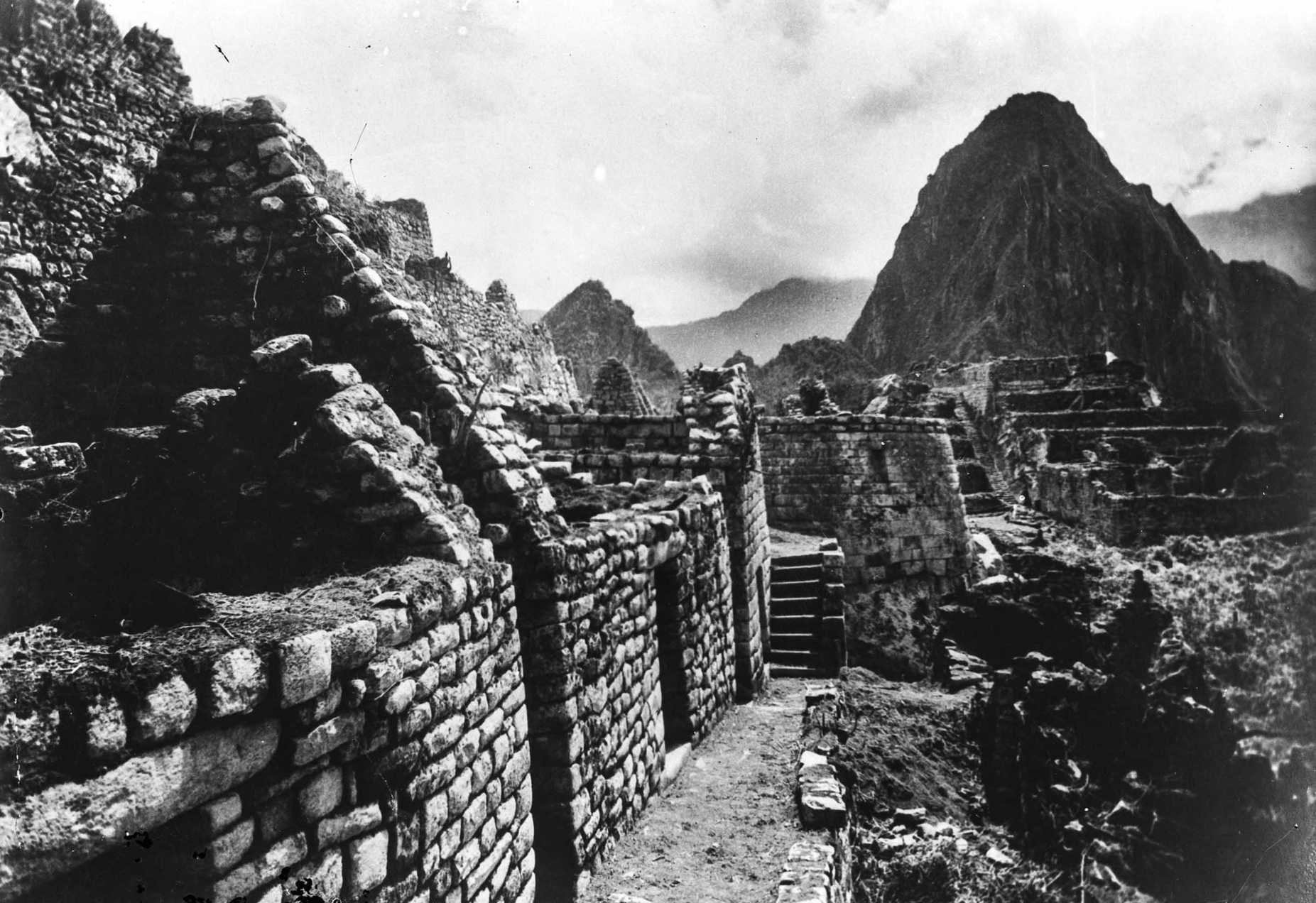
Vista de Machu Picchu (1930).

La etnia inca se estableció en el valle de Cuzco a comienzos del siglo XIII, siendo su primer rey el Inca Manco Cápac. Desde allí, esta civilización comenzó a fortalecerse mediante alianzas estratégicas que la llevaron a convertirse en un Imperio hacia mediados del siglo XV.
La expansión del los incas se realizó hacia el Norte y hacia el Sur del Cuzco, ocupando principalmente la región andina y la actual costa peruana del Pacífico, mientras que el avance hacia el Este de los Andes fue más dificultoso y tardío. La leyenda del Paititi se basa principalmente en las supuestas campañas y expediciones que habría realizado el imperio hacia el territorio de los Musus (Moxos o Mojos para los españoles), ubicados al Oriente más allá de los Andes, a doscientas leguas del Cuzco. Según las crónicas, los incas habrían realizado entradas hacia aquel territorio tanto por Cochabamba como por la región de los Chunchos, ubicados en el curso del Madre de Dios según algunos autores o en el del Beni, según otros.
A diferencia de los incas, que habitaban en la zona andina, los musus ocupaban una región conocida como Los Llanos, una zona húmeda con un marcado ciclo de intensas lluvias y sequías. La temporada de lluvias, que se extiende de octubre hasta abril, provoca el desbordamiento de los ríos convirtiendo a la región en un inmenso pantano donde solo se puede circular en canoa, mientras que durante la estación seca, que va de mayo a septiembre, los árboles pierden sus hojas, los riachuelos y pantanos desaparecen y el suelo se agrieta, debiendo los animales desplazarse hacia los ríos y lagos permanentes. Los musus o mojos, uno de los principales grupos de la región junto con los baures, hablaban lenguas del tronco arawak, lo que hace presumir que no eran originarios de la zona, sino que venían de más al norte, avanzando por los ríos desplazando en su camino a las etnias más débiles, cuya organización era más elemental y nómada conrespecto a la de los mojos.

### Versión de Vaca de Castro
El primer historiador que mencionó al "Paititi" fue Vaca de Castro en su libro "Relación de los Quipucamayos" (1542) refiriéndose a las conquistas del Inca Pachacútec o Pachacuti. Según esta versión de los hechos, Pachacútec dominó a los Charcas, a los Chichas, a los Diaguitas, a los Carabayas y a todos los pueblos de la Cordillera de los Andes y de la costa del Pacífico desde Quito (Ecuador) hasta Tarapacá (Chile). Además de estas conquistas territoriales Pachacútec habría atraído hacia el Imperio Inca, a través de "halagos y dádivas" a los Chunchos, Mojos y Andes "hasta tener sus fortalezas junto al río Paitite y gente de guarnición en ellas".

### Versión de Garcilaso de la Vega
El cronista Inca Garcilaso de la Vega, en su célebre libro Comentarios reales de los incas, estima que habría sido el emperador Túpac Yupanqui el organizador de la expedición que más avanzó por la vía de los Chunchos, nombre genérico para los indios no sometidos o "bárbaros", que se ubicaban al este de los Andes. Esta campaña le habría permitido al Imperio inca fundar colonias y ocupar ciertos territorios del bajo del río Beni, además de entablar contacto con la provincia de los Musus o Moxos.
En el caso de los musus, por la gran distancia que separaba ambas civilizaciones, el soberano inca habría decidido entablar relaciones diplomáticas con ellos en lugar de intentar dominarlos. Los musus por su parte, admirados por las leyes y costumbres incaicas, habrían prometido adoptarlas y adecuarse a ellas, adorando al Sol como Dios Supremo, aunque no se reconocerían como vasallos del Inca, puesto que no habían sido sometidos por las armas. Dentro del tratamiento privilegiado entre ambas etnias, los musus habrían permitido a los incas instalarse en su territorio y les habrían ofrecido a sus hijas como esposas, además de enviar periódicamente embajadas hacia el Cuzco para rendir homenaje al Inca, situación que se habría mantenido hasta la caída del Imperio.

### Versión de Diego Felipe de Alcaya

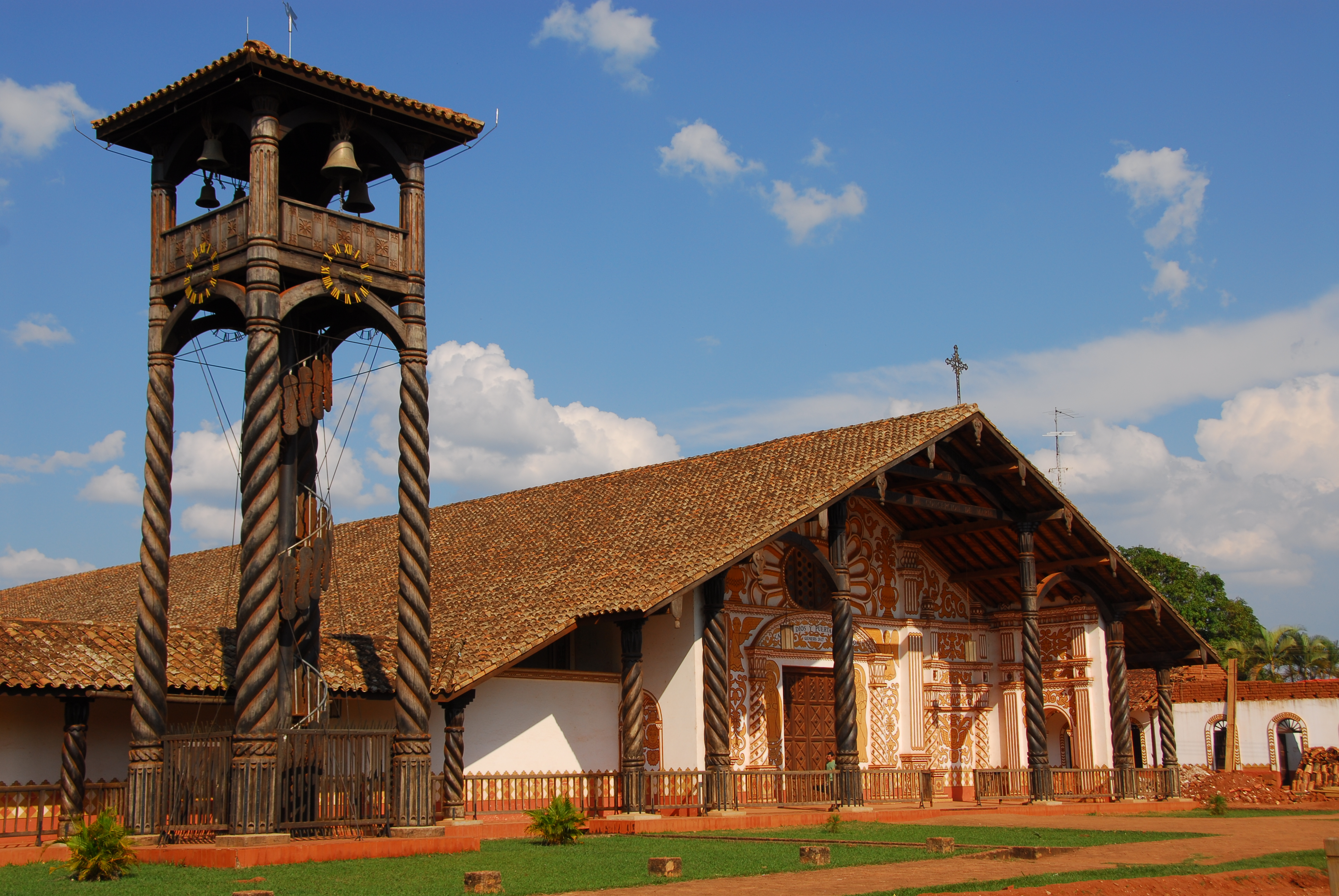
Misión jesuítica de Concepción (Santa Cruz).

Otra versión de los vínculos entre los incas y la tierra de los musus la expone el padre Diego Felipe de Alcaya en su texto la Relación Cierta, basada en los testimonios recogidos por su propio padre, Martín Sánchez de Alcayaga, uno de los primeros pobladores de la ciudad de Santa Cruz de la Sierra fundada por Ñuflo de Chaves en 1561. Según el padre Alcaya, durante el reinado del Inca Huayna Cápac, tres parientes suyos (nietos o sobrinos según el relato) emprendieron avanzadas hacia el Este de Cuzco, con el derecho de convertirse en reyes de las provincias que lograran conquistar aunque siempre bajo el yugo del Imperio Inca, como reinos "satélite" de este. Dichos parientes del emperador eran Manco Inca, Guacane y Condori, siendo hermanos estos últimos dos, por lo que su avanzada conformaría un único reino al mando de Guacane, quien ocupó “Sabaypata” o Samaipata, al oeste de la actual ciudad de Santa Cruz de la Sierra, donde aún se observan ruinas de la antigua fortaleza inca; Condori, por su parte, se asentó más al sur, conquistando el "cerro rico" de "Saypurú" (provincia Cordillera), en la llamada Cordillera de los "chiriguanaes” (indios guaraníes del Paraguay), mientras que Manco conquistó una región ubicada más al norte, un lugar de la amazonia ocupado por los chunchos, "indios caribe" cuya extensión abarcaba "todas las faldas del Cuzco, Chuquiago, y Cochabamba". Manco Inca habría ingresado a esta región acompañado por un hijo suyo y ocho mil indios armados, con los cuales habría arribado al río Guapay para luego alcanzar otro río caudaloso llamado Manatti que corría de sur a norte, paralelo a una cordillera. Manco Inca habría decidido construir un puente en la sección más angosta de aquel río, colocando un carnero de piedra al otro lado como señal de que allí iniciaba su reino. Pasando aquella cordillera, se abría una tierra llana con ríos e islas llenas de árboles frutales, caminos amplios y numerosa población que vestía prendas de algodón y labraba la tierra. Las diferentes etnias que habitaban en la llanura habrían reconocido a Manco Inca como rey de aquella tierra que a juicio de los pilotos tenía "más de mill leguas de lonxitud y quatroçientas de ancho". Según Alcaya el Paititi era una "Tierra Rica", donde abundaban las piedras y los metales preciosos e incluso las perlas que Manco recolectaba de una inmensa laguna ubicada junto al cerro Paytiti'' que según las referencia geográficas brindadas por Alcaya, podría tratarse de la Sierra de Parecis, ubicada en el actual Estado de Rondonia (Brasil), entre los ríos Guaporé, Mamoré y Madeira. Manco Inca habría poblado las espaldas del Cerro Paytiti, donde según el posterior testimonio de los guaraníes los incas recolectaban grandes cantidades de metal de plata. Una vez consolidado su nuevo reino, Manco envió a su hijo Guaynaapoc con rumbo al Cuzco para informar al Inca sobre los avances de la campaña conquistadora, aunque le advirtió que no mencionara la existencia de plata, oro o cualquier otra riqueza que pudiese interesar al emperador, sino que le dijese que solo habían encontrado un cerro de plomo, proviniendo de esta supuesta mentira el nombre Paytiti, ya que "pay" significaría "aquel" y "titi" se traduciría como "plomo"; por lo tanto, la unión de ambos términos sería "aquel plomo".
Sin embargo, cuando Guaynaapoc habría llegado a la ciudad de Cuzco se habría encontrado con el Imperio derrumbado bajo el dominio español y la resistencia incaica concentrada en el enclave de Vilcabamba. Ante esta situación el hijo de Manco habría convocado a los demás incas para que lo siguiesen hacia el nuevo reino que había descubierto su padre, al cual llamaba Mococalpa, palabra que luego habrían deformado los españoles dando origen al término Mojos. Se habrían ido con Guaynaapoc unos veinte mil indios, transportando gran cantidad de ganado y piezas de orfebrería. Manco Inca habría aprovechado la situación para poblar su reino con los exiliados del Cuzco, instruyéndolos en el labrado de la tierra, la extracción de oro, plata y piedras preciosas de las montañas y la recolección de las perlas que sacaban de aquella laguna, de la cual Alcaya infiere que por sus dimensiones no se trataba de una laguna "sino de la mar del norte" (Océano Atlántico). Luego el relato de Alcaya describe rituales, sacrificios y las características de un Templo que Manco Inca habría hecho construir en honor al Señor de aquella tierra, que se le habría aparecido en forma de árbol arrancado, con rasgos que asemejaban a una cara en su tronco y con una escoba sostenida por una de sus extremidades con la cual le habría abierto el camino. Por esta razón, los incas del Paytiti no habrían adorado al Sol, como los incas de Cuzco, sino a aquel ídolo con forma de árbol arrancado.

### Caída del Imperio Inca

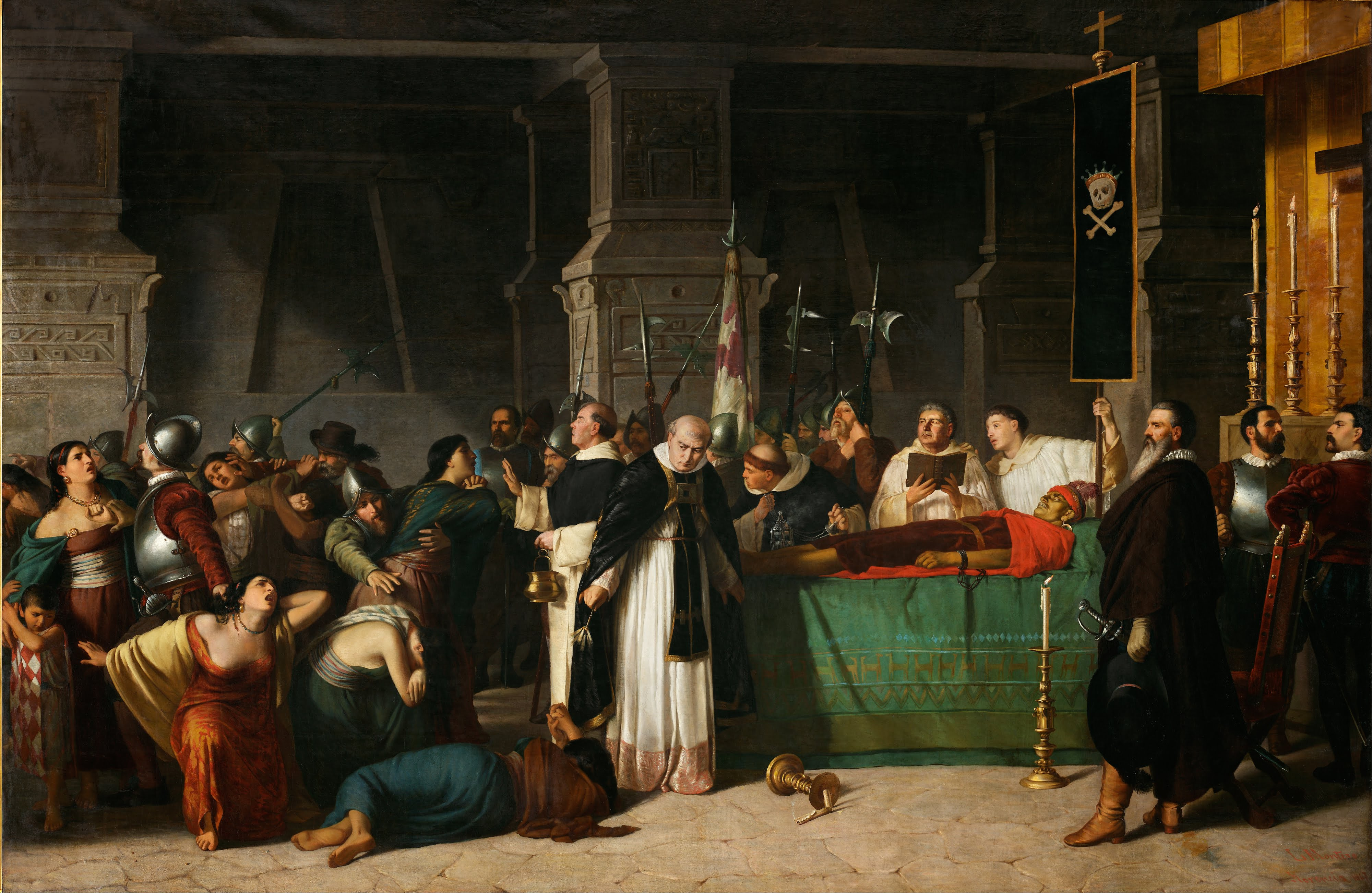
Los funerales del inca, pintura de Luis Montero que representa a Atahualpa muerto.

En 1519 los españoles fundan la Ciudad de Panamá sobre las costas del Pacífico, desde donde inician las primeras incursiones por mar hacia Sudamérica. Tras varios fracasos, en abril de 1528, Francisco Pizarro y sus hombres llegaron a Tumbes (Perú) donde hallaron las primeras muestras de la gran riqueza que poseía el Imperio Inca, iniciándose allí la conquista del Perú.
La fama sobre las riquezas de América alcanzó su punto máximo cuando Francisco Pizarro logró capturar al monarca incaico Atahualpa en la ciudad de Cajamarca. El Inca ofreció a cambio de su libertad el pago de un ambicioso rescate: prometió a Pizarro que en dos meses le llenaría una habitación con oro y otras dos habitaciones con plata hasta la altura de un brazo alzado. Los españoles aceptaron y durante las siguientes semanas los indios llevaron hasta Cajamarca cientos de objetos de plata y oro para cumplir con la promesa del emperador. Para acelerar la entrega del rescate tres españoles fueron enviados hasta Cuzco, quienes observaron con asombro las 700 placas de oro que recubrían las paredes del Coricancha (Templo del Sol), las cuales fueron arrancadas para su traslado a Cajamarca.
Finalmente Atahualpa cumplió con su promesa, pero los españoles igualmente lo asesinaron acusándolo de diversos cargos. La fundición del rescate de Atahualpa se realizó en 9 hornos que trabajaron desde el 13 de mayo hasta el 25 de julio de 1533, dando por resultado casi seis toneladas de oro y otras doce toneladas de plata. El "quinto" del Rey incluyó la entrega de muchos objetos de gran valor y bella factura que fueron salvados de la fundición, entre ellos "un ídolo de oro del tamaño de un niño de cuatro años". El posterior saqueo de Cusco produjo un botín similar al obtenido en Cajamarca, noticia que atravesó todo el Atlántico hasta Europa. La enorme riqueza de las civilizaciones de América había dejado de ser un mito para convertirse en una realidad palpable, a tal punto que los hombres que habían participado de la conquista del Imperio Inca dudaban entre volver a España a disfrutar de sus riquezas o continuar en las siguientes expediciones hacia el interior de ese continente inmenso y desconocido, cuya conquista recién comenzaba.
Mientras los españoles ocupaban el Tawantinsuyu (Imperio Inca), comenzó una importante emigración de los incas hacia los territorios orientales donde se creía que éstos estaban levantado un nuevo Imperio. Según el relato de los Chunchos, los incas se habrían llevado consigo numerosas piezas de su manufactura, tanto tejidos como objetos labrados en oro y plata y se habrían instalado en la región de los lagos, en la margen derecha del bajo Beni.

## Expediciones a la Amazonia

### La leyenda de El Dorado

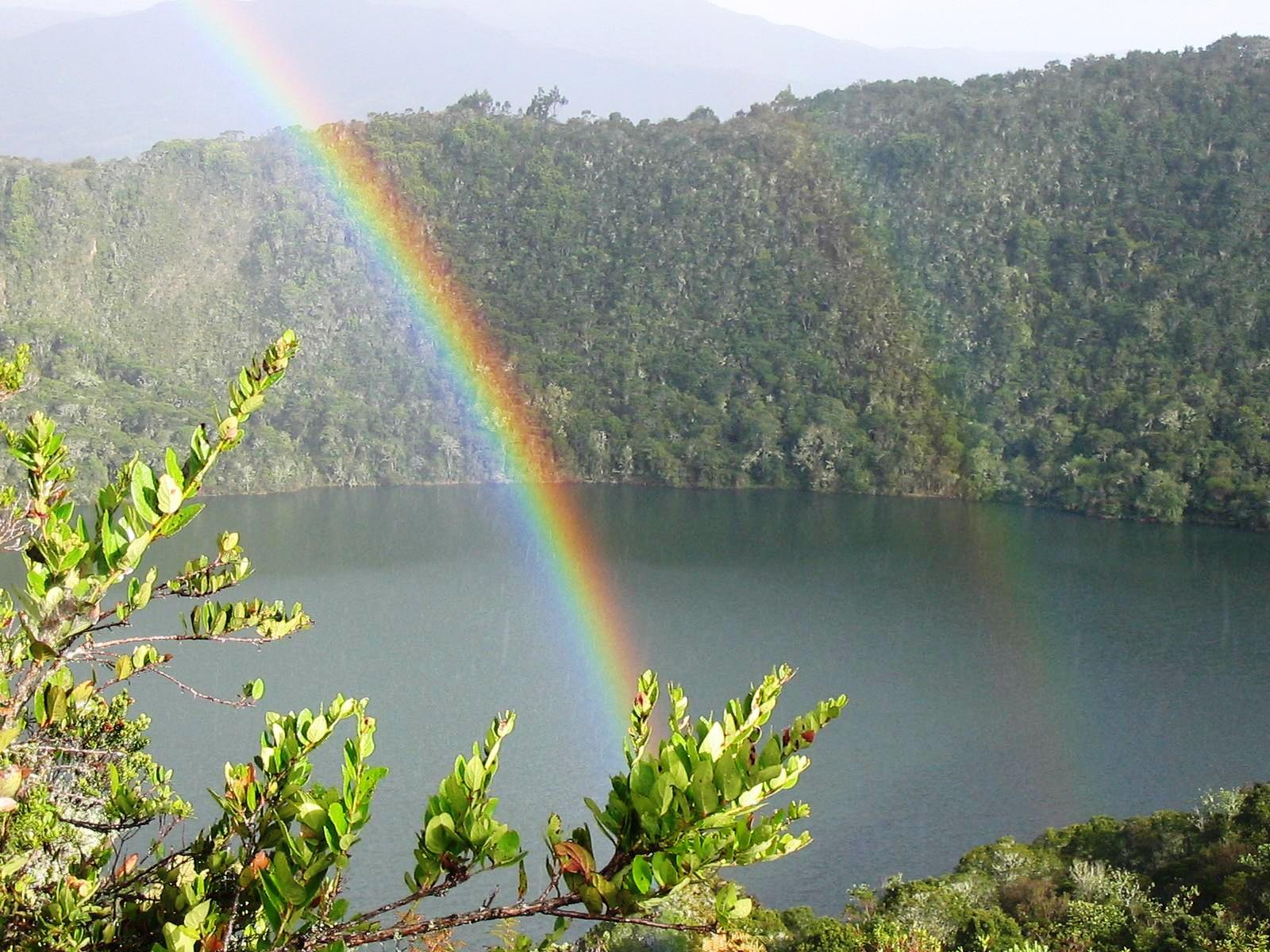
La laguna de Guatavita.

Tras la caída de Cusco, los españoles organizaron numerosas entradas hacia las diversas fronteras del territorio incaico en busca de nuevas riquezas. Mientras Diego de Almagro iniciaba la exploración de Bolivia y el norte de lo que actualmente son la Argentina y Chile, Sebastian de Belalcazar emprendía la conquista de la ciudad de Quito, en el actual territorio ecuatoriano. Aunque allí no encontró riquezas, Belalcazar escuchó una leyenda sobre un cacique que vivía más al norte y que realizaba una ceremonia en una laguna sagrada, untado enteramente en polvo de oro, lo que dio origen a la leyenda del Indio Dorado o El Dorado.
A lo largo de la conquista de Sudamérica, la leyenda de El Dorado se utilizó de manera genérica para nombrar a cualquier reino, rico y poderoso, supuestamente ubicado en medio de la selva al Oriente de la cordillera de los Andes. En términos generales, desde la primera versión originada en Quito (Ecuador), dicha leyenda sufrió un proceso evolutivo de tres fases. Según se sabe actualmente, la primera versión de El Dorado, que fue la que escuchó Belalcazar, hacía referencia a una ceremonia que se realizaba en la laguna de Guatavita para investir al nuevo Zipa (Cacique) del cacicazgo de Bacatá, ubicado en la actual sabana de Bogotá (Colombia). Cabe destacar también que Bacatá formaba parte de la Confederación Muisca y que la ceremonia en cuestión había dejado de realizarse mucho tiempo antes de la llegada de los españoles.
Aunque sin saberlo, el primer conquistador en llegar al sitio donde supuestamente se hallaba El Dorado (altiplano cundiboyacense) fue Gonzalo Jiménez de Quesada, quien partió desde Santa Marta, en la costa Caribe colombiana, el 5 de abril de 1536. La expedición de Quesada avanzó rumbo al sur por el río Magdalena en busca de las famosas riquezas del Perú. Sin embargo, casi un año después de la partida, la avanzada sufrió numerosas penalidades y aunque falló en su intento por alcanzar el Imperio Inca, pudo hacerse con la conquista de la confederación muisca, el pueblo más evolucionado y organizado de la región. Aunque los muiscas eran ricos en oro y esmeraldas, Quesada no encontró la magnitud de las riquezas que Pizarro obtuvo en Cajamarca. Con el mismo objetivo de Quesada, el alemán Nicolás de Federmann partió en 1536 desde la ciudad venezolana de Coro, avanzando rumbo al suroeste por los llanos de Carora hasta la cabecera del río Guaviare. Alentado por el relato de los indios sobre una población rica al otro lado de la Cordillera Oriental, Federmann y su gente llegaron hasta la sabana de Bogotá en marzo de 1539. El último conquistador en llegar hasta la región de los muiscas fue, paradójicamente, Sebastián de Belalcazar, que desde Quito (Ecuador) avanzó por los territorios de Pasto, Popayán y Neiva hasta alcanzar finalmente Bogotá en marzo de 1539, pocos días después de la llegada de Federmann. Será justamente la gente de Belalcazar la que popularizará la leyenda de El Dorado, que ingresa a partir entonces en su segunda fase evolutiva, convirtiéndose ya en un reino rico y poderoso, supuestamente ubicado aún más hacia el Este, pasando la Cordillera Oriental, en la región equinoccial de la amazonia.

### Omagua y Manoa

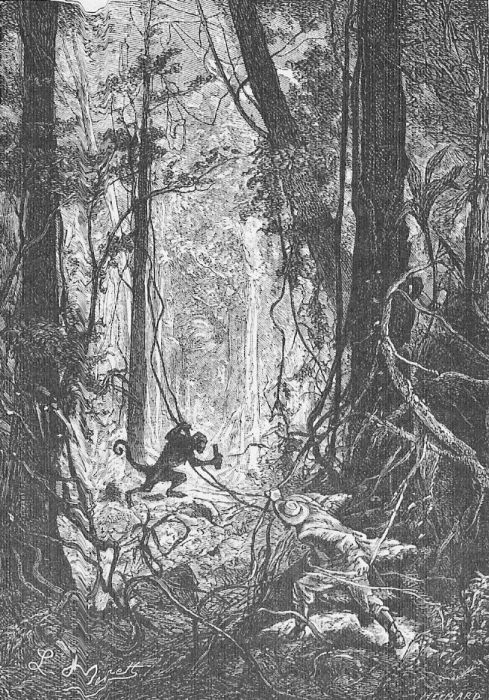
La selva del Amazonas en una ilustración del libro 800 leguas por el Amazonas de Julio Verne publicada en 1881.

Tras la conquista de la Confederación Muisca, las expediciones en busca de El Dorado se trasladan al norte de la amazonia enfocándose principalmente en la región ubicada entre las fronteras de Brasil, Colombia, Perú y Venezuela, una tierra conocida generalmente como la Provincia de los Omagua. Una de las primeras expediciones hacia el Oriente la emprendió Alonso de Alvarado quien exploró y conquistó la tierra de los Chachapoyas, cercana a Cajamarca. A la altura del río Huallaga, afluente del Marañón, le informaron los indios del lugar que a quince días de distancia, pasando una gran montaña se llegaba a una tierra llana donde había un gran lago con una ciudad donde gobernaba "un orejón del linaje de los incas" llamado Ancallas (Ancoallo). Sin embargo, una rebelión de los indios en Chachapoyas provocó que Alonso dejara aquella expedición en manos de su hermano, Hernando de Alvarado, quien se adentró en la selva y en las tierras montañosas sin encontrar nada relevante.
Posteriormente, una nueva expedición hacia el amazonia estuvo encabezada por Gonzalo Pizarro, hermano de Francisco, quien tenía por misión encontrar una tierra llamada el "País de la Canela". Pizarro encontró las especias que buscaba, sin embargo éstas eran de baja calidad, por lo que decidió continuar explorando el territorio hacia la región amazónica, donde la expedición terminó quedando varada ante la escasez de suministros. Allí, Francisco de Orellana se ofreció a continuar viaje junto con algunos hombres y un bergantín en busca de comida, para auxiliar a la expedición. Pizarro aceptó y así Orellana se embarcó continuando río abajo por el Coca, luego por el Napo y finalmente por el Amazonas. Sin embargo el objetivo real de Orellana no era el de auxiliar a Pizarro sino el de encabezar su propia expedición en busca de riquezas. En una provincia llamada Machifaro, sobre el río Amazonas, Orellana tuvo noticia de que tierra adentro, a mano izquierda, existía un gran señor llamado Aomagua que poseía gran cantidad de plata y oro. Allí descubrieron dos caminos por los que la expedición avanzó unas dos millas, observándose que dichos caminos se ensanchaban más a cada paso. Finalmente Orellana volvió a la aldea y se embarcó para continuar con su gente río abajo. Más adelante la expedición sufrió el ataque de indias guerreras muy blancas y altas de cabellos largos y entrelazados que la gente de Orellana bautizó como Amazonas, en honor al mito griego de las Amazonas. Según lo relatado días después por uno de los indios que habían tomado prisionero, dichas mujeres habitaban tierra adentro a siete jornadas de distancia y vivían en muchos poblados con casas de piedra, adoratorios al Sol (llamadas por ellas Caranaín), gran cantidad de oro y plata y lana muy fina porque poseían muchas "ovejas del Perú" (llamas). Estas mujeres eran gobernadas por una soberana llamada Coñori y no convivían con hombres, aunque para reproducirse los traían por la fuerza de alguna tribu vecina, hasta que quedaban embarazadas y los enviaban nuevamente a sus tierras. Si parían a un hijo varón lo asesinaban, mientras que si parían a una niña la criaban con gran solemnidad y la instruían en su cultura. Entre otros detalles, el indio comentó que en esas tierras existían dos lagunas de agua salada de donde las Amazonas hacían sal. Una vez en Europa el Consejo de Indias, le extendió a Orellana la capitulación para la conquista de dicho territorio, sin embargo, Orellana falleció en 1546 mientras se dirigía nuevamente hacia la región amazónica.
La siguiente expedición hacia el Este la encabezó Hernán Pérez de Quesada, hermano de Gonzalo Jiménez, quien se hallaba al mando de la región de Bogotá. La avanzada de Hernán Pérez siguió el camino inverso al de Federmann, cruzando la Cordillera Oriental para luego proseguir por el río Guaviare. Ya en medio de la selva la expedición perdió el rumbo avanzando hacia el sur durante quince meses hasta llegar al valle de Sibundoy, cerca de Pasto, gracias a lo cual pudieron regresar a Bogotá. La expedición fue un fracaso ya que se había perdido a la mitad de la gente durante el trayecto y no habían divisado rastros ni de metales preciosos ni de civilizaciones avanzadas.

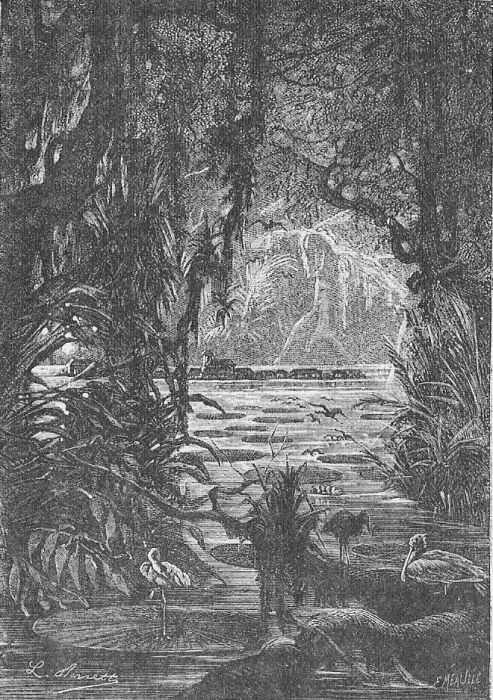
Otra ilustración del libro 800 leguas por el Amazonas (1881).

En 1541, Felipe de Utre, Teniente General de la ciudad de Coro (Venezuela) decidió encabezar una expedición hacia el territorio conocido como "Los Llanos" donde los europeos suponían que podría esconderse el legendario reino de El Dorado. Allí un cacique de la región le informó que las riquezas que buscaba no se encontraban en los llanos sino pasando el río Guaviare, donde existía un reino al que llamaban de los Omeguas o Ditaguas que era muy rico y poderoso. Aunque inicialmente escéptico, Utre finalmente accedió a investigar dicho territorio, llegando a divisar a lo lejos una gran población con calles rectas, casas muy juntas y un edificio elevado que sobresalía entre medio de todas las construcciones. Sin embargo, en su intento por llegar a dicha ciudad, los europeos fueron atacados por los Omeguas, resultando herido el propio Felipe de Utre. La expedición concluyó allí, aunque Utre y su gente consideraron que habían llegado hasta las puertas de El Dorado.
En 1560 el Virrey del Perú, Andrés Hurtado de Mendoza organizó su propia búsqueda de El Dorado sustentada por el relato de unos indios originarios del Brasil, que tras diez años de viaje habían logrado llegar hasta el pueblo español de Chachapoyas (Perú). Según estos indios, en medio de la región amazónica se hallaba la provincia de Omagua, poseedora de gran población y riquezas. La expedición conformada por cuatrocientos soldados fue comandada por Pedro de Ursua, sin embargo, a los pocos meses y sin hallar resultados se produjo un motín que finalizó con la muerte de Ursua en medio del Amazonas. El ideólogo de la rebelión había sido un hombre llamado Lope de Aguirre, quien posteriormente tomó el mando de la expedición aunque ya no con el objetivo de encontrar El Dorado sino el de conquistar el Perú. El plan de Aguirre se basaba en atravesar la selva lo antes posible bajando por el río Orinoco, pasando luego a la isla Margarita y desde allí emprender la toma de Panamá, punto clave para la posterior invasión del Perú. Parte de este ambicioso plan llegó a concretarse: los sobrevivientes de la expedición atravesaron todo el amazonas y alcanzaron la isla Margarita, causando allí algunas muertes como la del propio Gobernador de la isla. Finalmente los sublevados pasaron a Tierra Firme donde saquearon algunos pueblos, aunque finalmente ellos mismos pusieron fin a la aventura asesinando a Lope de Aguirre en la ciudad de Barquisimeto, entregándose luego a las autoridades. Debido al origen amazónico de esta insurrección, los hombres que participaron en ella pasaron a ser conocidos como "los marañones".
A estas malogradas expediciones les seguirán otras nuevas como las dos de Pedro Malaver de Silva y la de Diego Hernández de Serpa finalizando ambos conquistadores asesinados por los indios sin haber encontrado mayores rastros de oro u alguna otra riqueza. Incluso Gonzalo Jiménez de Quesada, obsesionado con la idea de encontrar El Dorado, resultó favorecido en 1569 por la Real Audiencia de Santa Fe de Bogotá que le otorgó la posibilidad de explorar y conquistar un territorio de 400 leguas de latitud y longitud entre los ríos Pauto y Papaneme para su usufructo y el de un heredero. Así Gonzalo Jiménez partió hacia los llanos Orientales, finalizando dicha exploración en 1573 sin obtener ningún resultado. A partir de allí, Antonio Berrio, heredero de la capitulación de Jiménez de Quesada, populariza la tercera fase de la leyenda de El Dorado, llamándola Ciudad de Manoa y trasladando su ubicación a una supuesta laguna de grandes dimensiones escondida en el territorio de las Guayanas. La versión de Berrio alcanzará renombre internacional gracias a las expediciones del corsario británico Walter Raleigh. Finalmente, en el año 1800, una expedición realizada por Alexander von Humboldt y Aimé Bonpland, determinó que la famosa laguna mencionada por Berrio, donde supuestamente se ubicaba la ciudad de El Dorado, no existía, tratándose simplemente del valle de inundación del río Branco.
El caso de la leyenda del Paititi, aunque de características muy similares a las del supuesto reino de El Dorado, incluso muchas veces confundido con este, tiene un origen y una corriente exploratoria distinta, ubicándose principalmente al sur de la amazonia, en la tierra conocida como la Provincia de los Musus, Mojos o Moxos, en la actual zona fronteriza entre Bolivia, Brasil y Perú.

## Búsqueda del Paititi

### Pedro de Candía

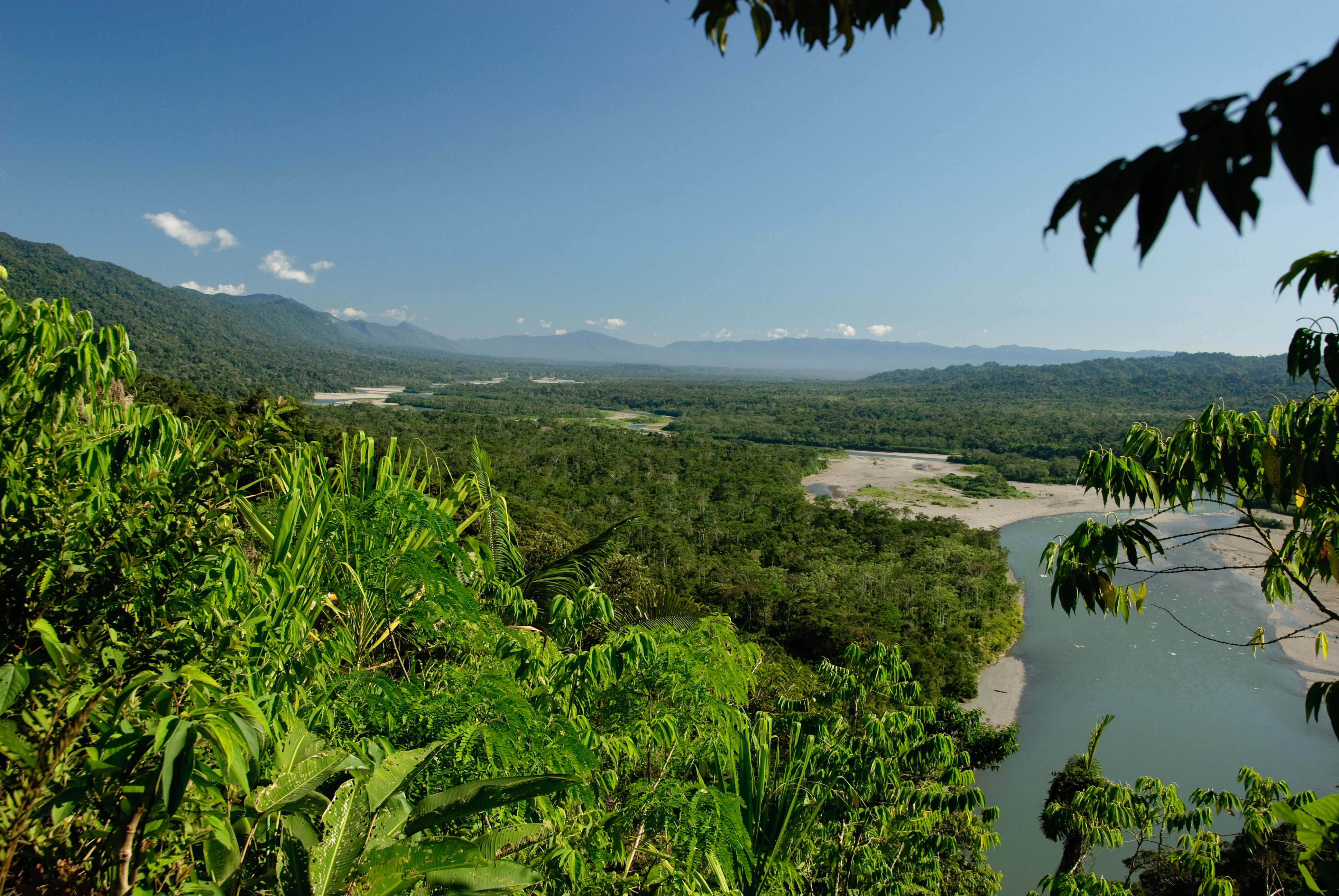
Vista del parque nacional Manu, en el territorio sureste del Perú.

Pedro de Candía, de origen griego y fiel compañero de Francisco Pizarro, participó en el primer desembarco de Tumbes (Perú), siendo uno de los "trece de la fama" de Isla del Gallo (Colombia). Por esta razón fue uno de los hombres que más se enriqueció con el rescate de Atahualpa y el saqueo de Cusco durante la conquista del Perú. Posteriormente, una concubina indígena le informó sobre una tierra muy rica y poblada, al oriente de Cusco más allá de los Andes, cuyo nombre era Ambata. Interesado en explorar aquellas tierras, Candía solicitó a Hernando Pizarro la autorización necesaria, quien a su vez se la otorgó sin ningún inconveniente ya que los hermanos Pizarro buscaban dispersar a los capitanes otorgándoles derechos de exploración y conquista evitando así la posibilidad de nuevos alzamientos o sublevaciones. Pedro de Candía partió con su gente a comienzos de 1538 para descubrir que había más allá de la cordillera de los Andes.
A la altura de Cusco la cordillera poseía cuatro pasos hacia el Oriente. De norte a sur, el primero de estos pasos era por Opotari, el segundo era por Carabaya, el tercero por Camata y el cuarto era por el Valle de Cochabamba, al que llamaban entrada de los Mojos.
La expedición avanzó por el paso de Opotari donde encontró un pueblo de indios habitado por mucha gente. Posteriormente los hombres de Candía debieron atravesar altas montañas y espesas selvas, viéndose asolados por las continuas lluvias y tormentas. Una vez pasada la cordillera la avanzada bajó a una tierra más cálida, aunque allí la selva se ponía más espesa con abundantes ríos y pantanos, sufriendo además el ataque de indios feroces. Finalmente Pedro de Candía decidió que había llegado el momento de volverse al Altiplano, sin haber hallado en su camino ninguna riqueza.

### Pedro Anzúrez

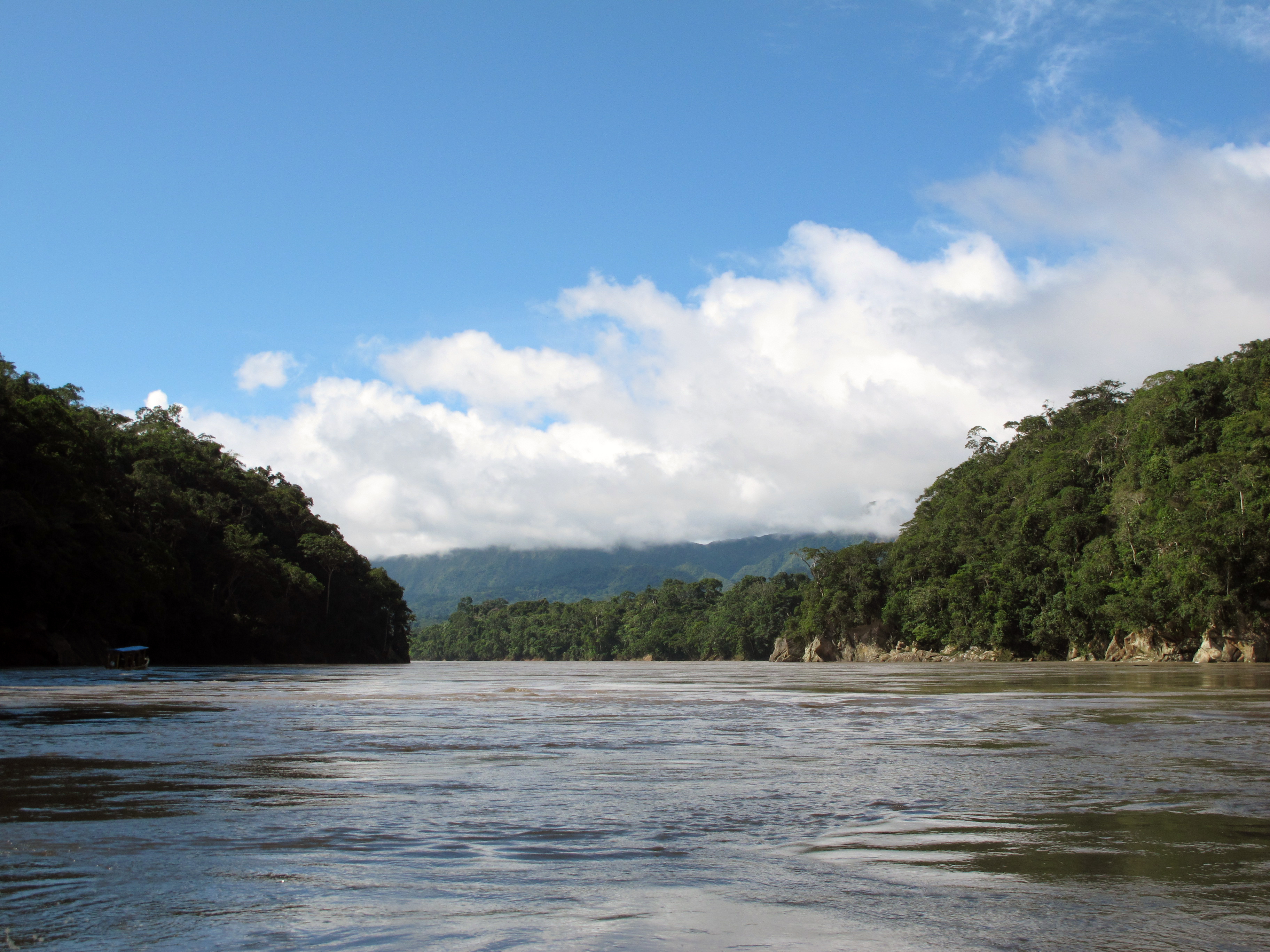
Vista del río Beni.

Mientras la fallida expedición de Pedro de Candía realizaba su vuelta al Perú, Hernando Pizarro, sospechando que parte de la gente que acompañaba a Candía podía estar involucrada con la facción almagrista, decidió adelantarse a los hechos e ir a su encuentro. Cuando Pizarro alcanzó a la extenuada expedición ordenó asesinar al principal sospechoso, envió a Candía rumbo al Cuzco y colocó al resto de los sobrevivientes junto a otros hombres más bajo el mando del Capitán Pedro Anzúrez. Pizarro, encargó a Anzúrez realizar otra exploración al este de los Andes, hacia un lugar conocido como el país de los chunchos, que se creía era muy populoso y rico en metales preciosos.
Así, en septiembre de 1538, la expedición encabezada por Pedro Anzúrez, conociendo la dificultad del paso por Opotari, avanzó en esta ocasión por Carabaya, llegando hasta la cuenca del río Beni donde sufrieron las hostilidades tanto de los nativos como de la propia selva.
Finalmente la expedición terminó en un nuevo fracaso con numerosas víctimas fatales: murieron 4.000 indios, 220 caballos y 153 de los 300 españoles que componían la avanzada.

### Ñuflo de Chaves

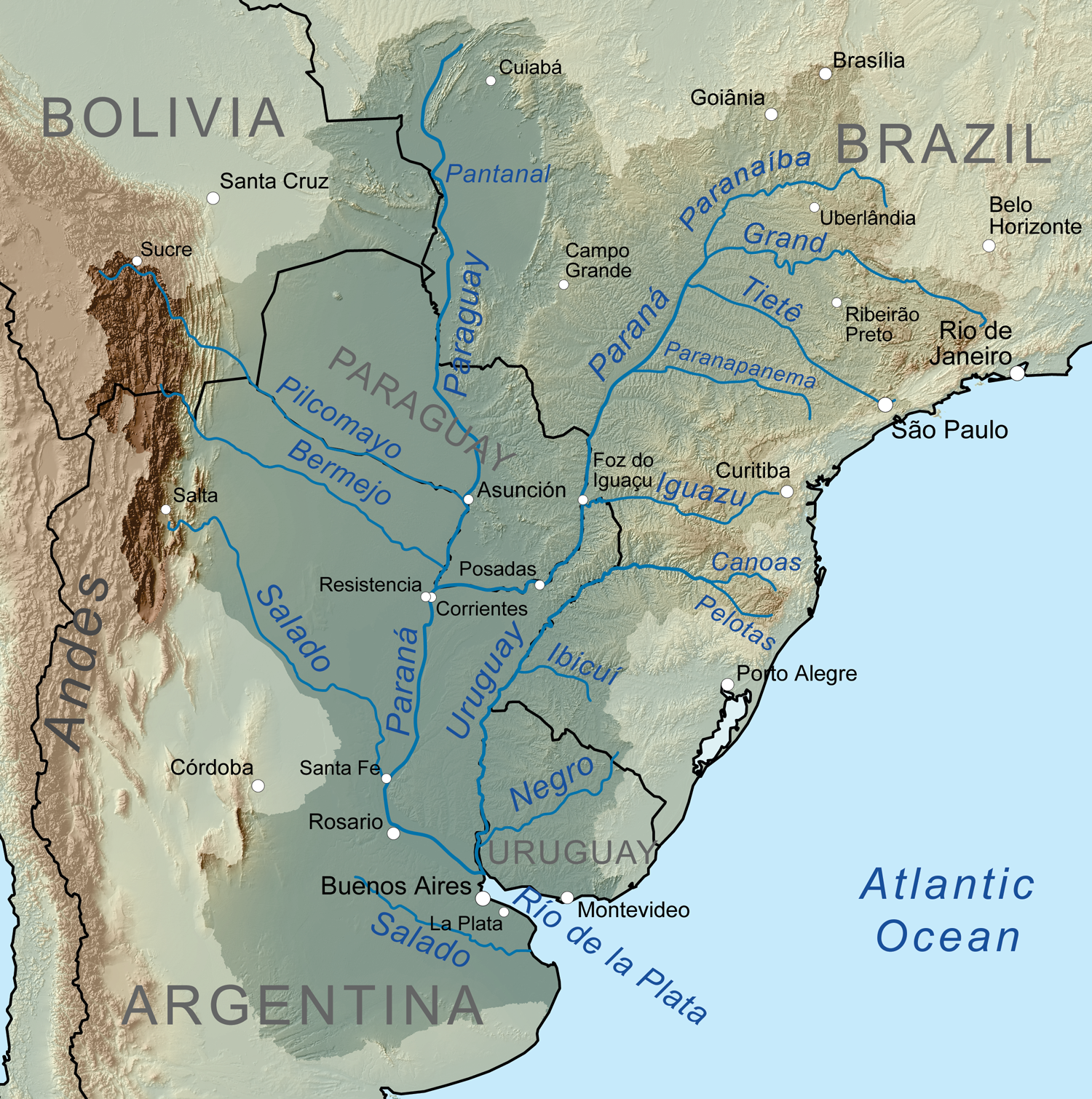
Cuenca del Río de la Plata.

A comienzos del siglo XVI, antes de que Francisco Pizarro descubriera la existencia del Imperio Inca, surgió en la costa del sur de Brasil, más precisamente en la región de Santa Catalina, la leyenda de la Sierra de la Plata (hoy Cerro Rico de Potosí), según la cual, en el interior del continente se hallaba una montaña llena de metal de plata, donde habitaba un monarca al que los tupiguaraníes llamaban el Rey Blanco, siendo ésta la primera información que reciben los españoles sobre la existencia del Imperio incaico y sus grandes riquezas. El primer contingente de europeos que desde la costa brasileña de Santa Catalina exploró y llegó exitosamente hasta el altiplano boliviano estuvo dirigido por el portugués Alejo García, náufrago la frustrada expedición del Portugués Juan Díaz de Solís. Dicha leyenda motivó la exploración de la cuenca del Río de la Plata, una zona remota y escasamente poblada que prometía ser la mejor vía de acceso hacia aquella riqueza. El proceso de conquista desembocó en la consolidación de Asunción como principal centro español en la región que actualmente conforman la Argentina, Paraguay, Uruguay y el sur de Brasil.
La exploración del río Paraguay más allá de Asunción se remontaba a los inicios de la conquista, siendo Juan de Ayolas el primero en lograr alcanzar la zona que actualmente se llama Corumbá (Mato Grosso del Sur, Brasil). Allí Juan de Ayolas decidió desembarcar y explorar por tierra el camino hacia la región andina llegando exitosamente hasta los preciados metales, sin embargo él y su gente son posteriormente emboscados y asesinados por los indios payaguas cuando se encontraban nuevamente a orillas del río Paraguay. Posteriormente, Domingo Martínez de Irala, por encargo del Adelantado Alvar Nuñez Cabeza de Vaca, remonta nuevamente el río Paraguay alcanzando la laguna La Gaiba, lugar donde decide fundar el Puerto de los Reyes (enero de 1543), en la actual región del Pantanal. Un año después, ya convertido en caudillo de Asunción, Domingo Martínez de Irala, organizó una importante expedición que atravesó todo el Chaco hacia la región donde se creía que estaba la legendaria Sierra de la Plata, sin embargo, al llegar al altiplano boliviano los asunceños descubrieron que la zona y sus posibles riquezas ya se encontraban bajo jurisdicción del Perú. En ese momento Irala envió a Ñuflo de Chaves para comandar una embajada que se entrevistaría con el gobernador del Perú, Pedro de la Gasca, quien prometió ayudas para la colonia rioplantense a cambio de que su gente se mantuviera fuera de los territorios y de los asuntos políticos peruanos. El misterio de la Sierra de la Plata finalmente se develó en 1545 cuando un indio llamado Diego Huallpa descubrió las vetas del preciado metal en el Cerro Rico que luego sería explotado por Juan de Villarroel y Diego de Centeno, convirtiéndose la ciudad de Potosí en el principal polo argentífero del continente.
Con la Sierra de la Plata bajo el control de los españoles del Perú, Asunción perdió su razón de ser y se mantuvo como un enclave aislado hasta la muerte de Irala en 1556. Dos años después, por encargo del gobernador interino Hernando de Mendoza, Ñuflo Chaves encabezó una nueva expedición por el río Paraguay que alcanzó la tierra pantanosa de los indios Xarayes, ubicada aproximadamente a la altura del paralelo 17.º. Allí los indios le certificaron que más al norte existía una tierra rica, que Chaves interpretó como una confirmación de la existencia de la legendaria tierra del Paititi o Gran Mojo. La expedición continuó navegando hacia el norte algunos kilómetros más, para luego avanzar hacia el oeste, hasta la zona donde habitaban los "chiquitos" en el actual territorio boliviano. Llamados así por habitar casas pequeñas con entradas muy bajas, los chiquitos resultaron ser muy hostiles al avance español, a tal punto que la mitad de la expedición decidió volverse a Asunción. Chaves, sin embargo, decidió continuar y fundó en agosto de 1559 el puerto de Nueva Asunción, a orillas del río Guapay. Poco después, llegó hasta ese sitio la expedición de Andrés Manso, quien tenía licencia del Virrey del Perú para descubrir la región de los "Mojos". Ambos conquistadores acordaron viajar a Lima para que el Virrey arbitrara una solución, que finalmente resultó favorable para Chaves, siendo nombrado gobernador lugarteniente de la provincia de los Mojos. Con el resultado del diferendo a su favor, Ñuflo Chaves retornó a Nueva Asunción con refuerzos peruanos y el 26 de febrero de 1561 funda Santa Cruz de la Sierra que pronto comenzó a poblarse con nuevos colonos provenientes del Paraguay y del Perú, lo que le brindó cierta autonomía.

### Otras expediciones (1560-1570)
En 1561, el virrey del Perú, conde de Nieva, otorgó una autorización, primero a Gómez de Tordoya y luego a Juan Nieto, para la exploración del río Tono. Nieto avanzó por el paso de Camata y regresó tres meses después sin novedad alguna. En 1562 Antón de Gastos avanzó por Cochabamba aunque tampoco tuvo éxito. Un año después, Diego Alemán, avanzó nuevamente por Cochabamba hacia la región de los Mojos, pero la expedición resultó aniquilada por los indios. La misma suerte corrió otra expedición encabezada por Luján que también partió desde Cochabamba en busca de minas de oro. Finalmente, en 1569, la expedición de Cuellar y Ortega, integrada por setenta españoles, debió ser cancelada por carecer de la correspondiente autorización.

### Juan Álvarez Maldonado

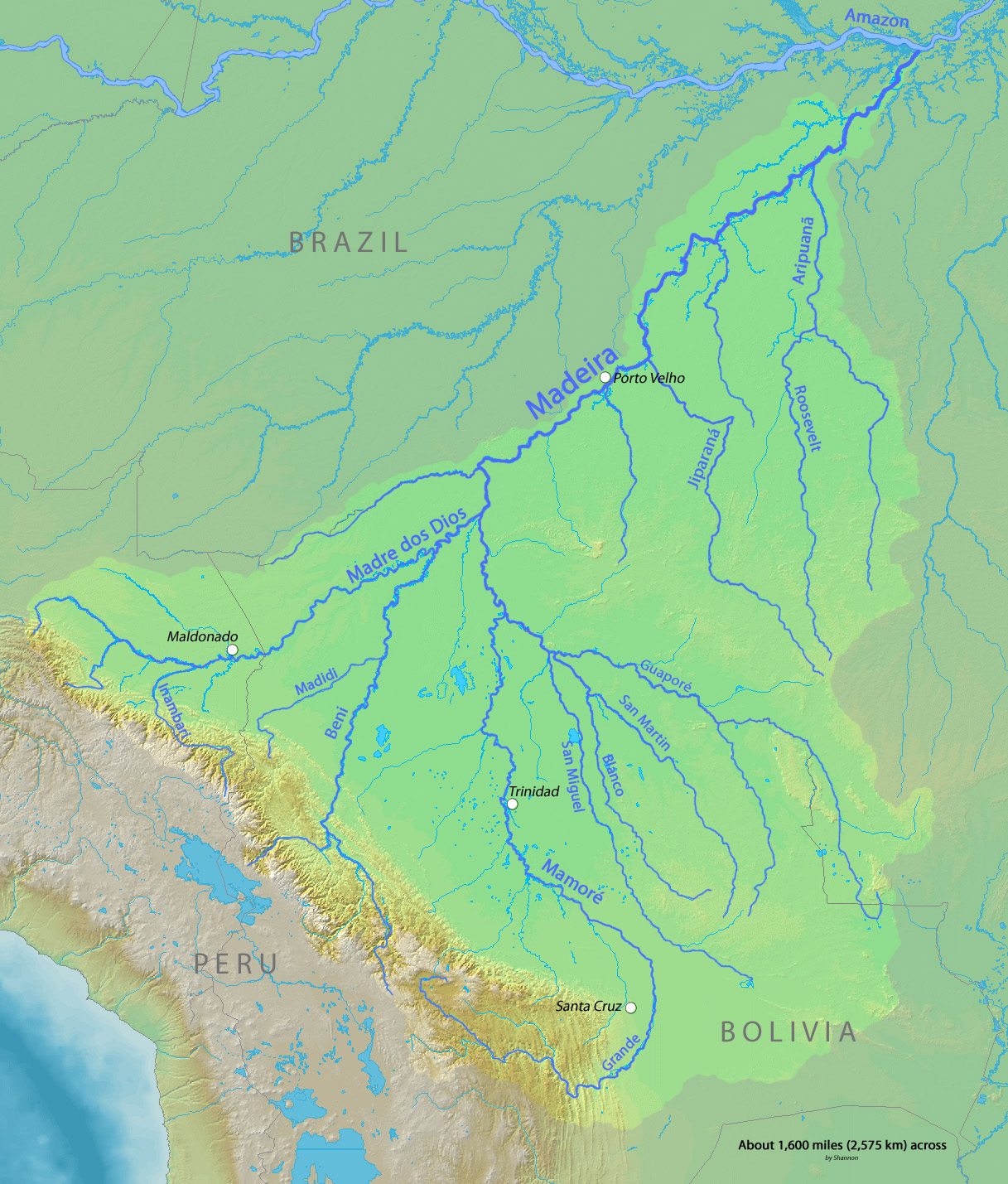
Mapa de la cuenca del río Madeira.

Uno de los primeros españoles en tener supuestas noticias del Paititi fue Juan Álvarez Maldonado, rico habitante de Cuzco e hijo natural de un hidalgo de Salamanca. El virrey Lope García de Castro otorgó a Maldonado la autorización para descubrir y gobernar una vasta región de 500 kilómetros de ancho por 3.000 kilómetros de largo, que en los hechos hubiese sobrepasado la línea de Tordesillas, hasta la costa del Brasil, abarcando una franja que hubiese ido desde la ciudad de Salvador de Bahía hasta Río de Janeiro. Juan Maldonado proclamó que ese inmenso territorio pasaría a llamarse "Reyno de la Nueva Andalucía" y partió hacia su conquista con tan solo catorce españoles y algunos indios auxiliares. Sin embargo al pasar la cordillera de los Andes, a la altura del río Madre de Dios, Maldonado se concientizó que no podía avanzar con tan poca gente por lo que decidió volver al Cuzco para reclutar más hombres. Mientras tanto, una flota compuesta por balsas y canoas al mando del capitán Escobar partió el 20 de mayo de 1568 hacia el país de los Mojos. En la confluencia del Madre de Dios con el Beni, Escobar encontró unos indios que en principio acogieron amistosamente a la expedición aunque luego cambiaron de actitud y la aniquilaron.
Maldonado retornó del Cuzco con 120 hombres y con ellos se embarcó río abajo donde se enteró de la suerte sufrida por el capitán Escobar y sus hombres. Como el avance se realizó durante el mes de noviembre (temporada de lluvias), el clima y la crecida de los ríos provocó infinidad de obstáculos a la expedición, cuyos sobrevivientes lograron salir de la selva a la altura de San Juan de Oro, en la provincia de Carabaya, mucho más al sur de donde habían partido. Según Garcilaso de la Vega, Maldonado, un fraile y un herrero habían sido capturados por los indios, aunque Maldonado habría sido liberado inmediatamente, los otros dos hombres habrían permanecido en cautiverio durante dos años, tras lo cual pudieron retornar al Perú y contar sus experiencias.
Si bien esta expedición no obtuvo resultados concretos, Maldonado habría recogido noticias de que el río Manu (Madre de Dios) desaguaba en una laguna llamada Paitite (Paititi), donde también llegaba, por mano izquierda, otro importante río llamado Paucarmayo. Desde dicha laguna salía un río llamado justamente Paititi que avanzaba hacia el Nordeste hasta el Océano Atlántico, llamado en esa época "Mar del Norte". Según la geografía actual, la laguna Paititi de Maldonado habría sido la confluencia de los actuales ríos Madeira y Amazonas, mientras que los ríos descritos por él como el Paucarmayo y el Paititi, conrresponderían a un único curso fluvial: el Amazonas.
Continuando con el relato de Maldonado, pasando el río Paititi la tierra era llana durante unas quince leguas donde finalmente se levantaba una cordillera de sierras nevadas similar a los Andes, rica en metales preciosos, donde habitaba una civilización poderosa, descendiente de los incas, con idénticas ceremonias y vestimentas. Según el relato, el Imperio Inca había intentado conquistar dicho territorio sin éxito, tras lo cual el emperador había decidido entablar relaciones diplomáticas con el Señor del Paititi, ordenando la construcción de dos fortalezas sobre dicho río en honor a las campañas efectuadas por su Imperio.
Maldonado transcribió estas noticias en una relación destinada al virrey Toledo con el objetivo de que este le otorgara una nueva autorización. Sin embargo, a Toledo no le convenció el relato de Maldonado ni consideraba que este tuviese las cualidades necesarias para conquistar aquel territorio, denegándole definitivamente una nueva autorización. En 1572 y en 1587 Maldonado intentó nuevamente penetrar y colonizar el territorio conformado por los afluentes del río Madeira, sin ningún éxito, aunque su crónica mantuvo viva la esperanza de hallar el Paititi.

### Juan Recio de León

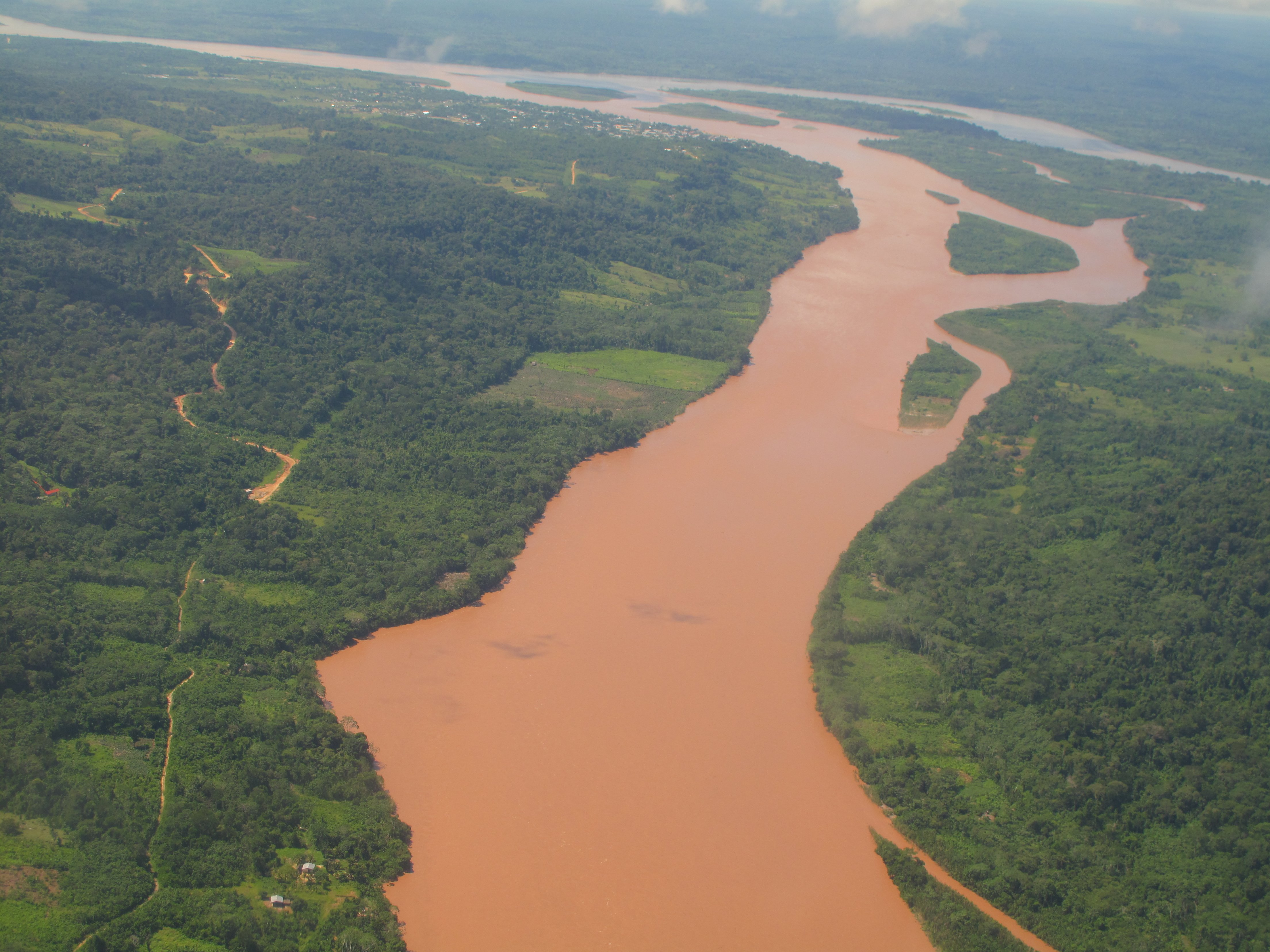
Vista del río Ucayali.

En 1623, Juan Recio de León publicó en Madrid un documento referido a su exploración de las provincias de Tipuane, Chunchos y otras muchas que de ellas se siguen del gran reino de Paytite de que es gobernador Pedro de Leaegui Urquiza. Recio de León inicia su texto describiendo que los dominios españoles en Sudamérica se extendían, por aquel entonces, desde la costa Caribe hasta el estrecho de Magallanes y que éstos se hallaban separados de las provincias del Paytite por una extensa cordillera nevada (los Andes) que nace en el río de la Hacha y que acaba en los últimos fines del reino de Chile. Luego describe que entre las ciudades de Cuzco (Perú) y La Paz (Bolivia), se encuentra la provincia fronteriza de Arexaca (hoy Larecaja) cuyo último pueblo hacia el norte, ubicado junto a las minas de oro de Carabaya, se llamaba Pelechuco y desde allí se iniciaba su jornada hacia el Paititi. Según el relato de Juan Recio de León, una vez cruzada la cordillera, a 20 leguas de camino, se hallaba la región de los indios Mojos, donde fundó la villa de San Juan de Sahagún y el convento homónimo, dejando allí a 34 españoles y a tres sacerdotes de la orden de San Agustín. La expedición luego prosiguió su viaje tierra adentro hasta el valle de Apolobamba, que por su abundancia de agua y leña, Recio de León lo consideró apto para poblar la ciudad de Nuestra Señora de Guadalupe con otros 30 españoles. A partir de allí el texto menciona numerosas características de la región, tanto de su red hidrográfica, como de sus productos vegetales, ganados y de la organización política, religiosa y social de sus tribus. Tras hacer todas estas descripciones Recio de León informa haber pasado a la otra banda del Toyche, a los llanos de los anamas donde habría sido bien recibido por los indios y éstos a su vez le habrían informado que al norte de la confluencia de los ríos Magno (supuestamente el río Madre de Dios) y Diabeni (río Beni), se encontraba la provincia de los guarayos y más adelante había otras provincias, todas ubicadas a orillas de un gran río cuyo caudal estaba conformado por el afluente de otros ríos como el Guamanga, el Abancay y del gran Paucarmayo, que por otro nombre llaman Apurima (curso del río Ucayali-Amazonas). Los indios le habrían anoticiado a Juan Recio de León que los guarayos eran indios caribes provenientes del cabo de San Agustín (costa de Brasil) y que además comían carne humana, no vestían prendas y que tanto hombres como mujeres tenían el cabello tan largo que les llegaba a las pantorrillas. Otra información que le brindaron los indios fue que en la banda del norte del río Apurima, en los confines del Paytite, existía una provincia de mujeres que vivían sin hombres, y que al preguntar cómo podían reproducirse de aquella manera, le respondieron que conseguían hombres en la otra banda del Paytite al este.
Interesado en obtener más información, Recio de León continuó haciendo numerosas preguntas sobre aquellas provincias y ríos, para lo cual le trajeron tres o cuatro indios principales muy conocedores de la región. Estos le comentaron que por tierra o por agua llegaban en cuatro días a una grande cocha (gran laguna) formada por el desagüe de todos los ríos sobre aquellas tierras que eran muy llanas. También existían allí muchas islas muy pobladas de infinita gente y que al señor de todas ellas le llaman el gran Paytiti y que los indios de aquellas islas eran tan ricos que traían al cuello muchos pedazos de ámbar por ser amigos de olores, y conchas y berruecos de perlas. Recio de León les enseñó algunas perlas y preguntó si en la laguna del Paititi se conseguían y ellos le respondieron que sí, pero que como no sabían horadarlas las terminaban echando por ahí.
Los indios también le informaron que junto a la laguna del Paititi, yendo en dirección hacia el reino de Nueva Granada, se levantaba una cordillera nevada en cuyas faldas vivía gran cantidad de gente que eran muy ricos en plata y ganados de carga de los que se crían en el collao del Pirú. Recio de León daba crédito a esta información, ya que dos de los hombres que decían provenir de aquellas tierras estaban vestidos con ropas de lana similares a las que se hacían en el Perú. Allí también les preguntó qué nombre daban a este río tan caudaloso que discurría desde aquellas juntas hasta la laguna, y éstos le dijeron que lo llamaban el gran Parauri que significaría "el que recoge todas las aguas" y que sería el equivalente al río Duero de España. Los indios también le anoticiaron que en las dos isletas de la laguna, las más cercanas a ellos, los indios que las habitaban peleaban con cerbatanas arrojando unas saetillas con yerba de ballestero.
Otro dato curioso que le brindaron los indios fue que dieciocho años antes entraron a la laguna del Paititi unos viracochas bermejos (hombres blancos de pelo rojizo) y que todos los años traían consigo cuchillos, machetes, chaquiras, tafetanes y lienzos, para intercambiarlos por oro, plata, perlas, ámbar y otros géneros muy apreciados en Europa. Sorprendido ante esta noticia, Juan Recio de León sospechó que podía tratarse de británicos u holandeses y pidió que le mostraran algunas de esas herramientas, pudiendo constatar que eran diferentes a las de manufactura española. Según dichos indios, estas herramientas las habían conseguido porque dos o tres veces al año iban a tratar con los habitantes del Paititi. A pedido del conquistador, los indios también le habrían descrito que forma tenía la laguna Paititi, sus islas y la traza de los ríos que de ella salían, todo lo cual habría quedado documentado en un mapa.
Finalmente, Recio de León anota que un día llegaron cuatro señores principales desde la gran provincia de los Marquires, ubicada a la banda del levante del Diabeni. Aquellos indios, enviados por orden de su señor, tenían la misión de llamar al conquistador para que fuese hasta sus tierras, cosa que este finalmente habría hecho, llegando según él hasta una maravillosa fortaleza supuestamente edificada por orden del Inca para que quedase memoria de que su gente había llegado hasta allí cuando había entrado a conquistar dichas tierras. Según el español habría sido recibido cordialmente por el Marquir o Señor de aquella provincia, quien estaba interesado en saber a que se debía la presencia de los europeos, a lo que Recio de León le habría contestado que se encontraba allí con la misión de defender a sus aliados y enseñarles la ley cristiana. Recio describe el lugar como un valle de almendrales donde crecían gruesas almendras, mejores que las de España y que dicha provincia tenía unas cien leguas de ancho y más de doscientas de largo hasta cerca de los confines del Paytiti. Otra noticia que le brindaron los habitantes de este territorio era que hacia el Este y hacia el Norte había numerosas provincias y también le dijeron que entre ellos y la laguna del Paititi existía una provincia donde solo habitaban hombres, aunque dos veces al año desde otra provincia venían ciertas mujeres para juntarse con ellos. Según su descripción, estas mujeres eran tan valerosas que pelean contra sus enemigos mejor que si fueran varones.
Según este documento, la provincia de los Marquires era una tierra muy llana, con pueblos de dos y tres mil casas construidas de tapia y adobe, cubiertas de paja y con puertas y ventanas de madera, aunque toscamente labradas. La tierra era muy fértil, con maíz, legumbres y ganados silvestres, aunque no había tantos puercos como en las montañas. En cambio, sí abundaban los peces y la sal, que era muy escasa en la tierra de los chunchos. Recio de León describe a sus habitantes como gente muy agradecida, galana y limpia, y que había vivían allí tanto hombres morenos como blancos y otros tan rubios que son cortos de vista (seguramente albinos). Luego la descripción brinda datos sobre sus costumbres, ritos y ceremonias, hasta que el conquistador español informa de que allí cierra su jornada de exploración. El texto finaliza con un análisis donde Juan Recio de León advierte lo provechoso que sería para la corona la utilización de los amplios y caudalosos ríos que fluyen hasta los confines del Paytite y la gran laguna del Dorado desde donde salían, según su información, otros dos ríos, siendo uno de ellos el Amazonas, con su desembocadura directa en el Océano Atlántico. Esta ruta insumiría, según él, menores gastos y la mitad del tiempo de viaje que solía utilizarse para trasladar la plata del Potosí por la ruta que solía atravesar las ciudades de Arica, Lima, Panamá y Portobelo.

### Los jesuitas

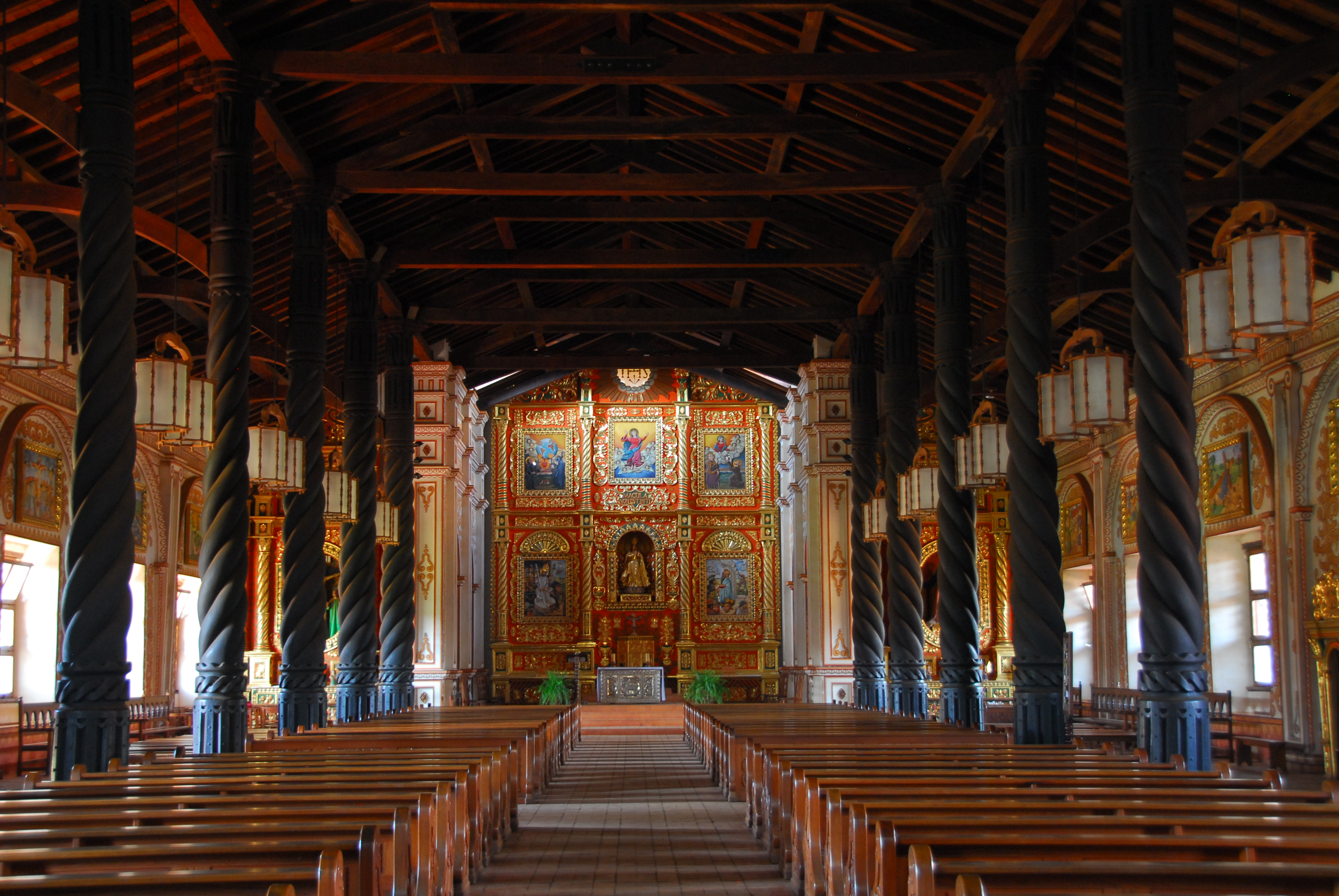
Interior de la iglesia de Concepción (Santa Cruz).

En 1580 la Compañía de Jesús estableció una residencia en Santa Cruz de la Sierra y su primer misionero, el padre Diego Samaniego, expresaba en una carta de 1585 su convicción de "que aquella tierra era puerta para los grandes Reinos del Paitití". A mediados del siglo XVII, las conquistas militares hacia los llanos de Mojos ya habían languidecido ante la falta de resultados concretos, sin embargo los jesuitas continuaron con su misión evangelizadora. El padre Agustín Zapata decidió emprender la exploración del norte del río Mamoré con el objetivo de extender la fe católica hacia aquellas tierras y en esta incursión fue que conoció a los indios cayubabas, que tenían por cacique principal a un anciano de barba canosa y larga, al que llamaban "Paitití", lo que podría entenderse como una denominación genérica de los jefes locales y no como el nombre propio del personaje. En 1595 el padre Zapata volvió hacia la región de los cayubabas, hasta un pueblo muy grande, con calles y plazas, donde todos los pobladores se hallaban "junto a la puerta de un templo dedicado al demonio" al cual estaban ofreciendo sacrificios. Según esta versión, el padre Zapata se encontró con todos los dioses de los cayubabas puestos en la puerta de aquel templo "vestidos muy curiosamente de plumas, con unas mantas vistosas, todas labradas, como las que usan de gala los indios de nuestro Perú, y delante de ellos muchos cuartos de carne de ciervos, venados, conejos y avestruces puestos en sus palanganas con una hoguera de fuego en el medio, que continuamente arden de día y de noche, y todo el pueblo alrededor del sacrificio." Los cayubabas dieron al padre Zapata la noticia de que existían muchas poblaciones cercanas las cuales no pudo ver porque "iba en canoa y ya todo lo demás es muy alto en lomerías". Los relatos hablan de una sociedad política y económicamente prósperas y si bien las descripciones geográficas son realistas, resulta extraño que se mencionen "lomerías" (sierras) cuando la actual tierra ocupada por lo descendientes de los cayubabas es completamente llana.

### Diego y Martín de Zecenarro
En el año 1677 Martín y Diego de Zecenarro, militares españoles, se unieron a una avanzada de religiosos franciscanos encabezados por Fray Juan de Ojeda, a fin de explorar las áreas aledañas a la cuenca baja de los ríos Inambari y Tambopata, en lo que son las actuales provincias de Carabaya y Sandia. Según lo atestiguan diversas cartas del capitán al Virrey, dicha expedición tuvo, entre otras finalidades, la búsqueda del mítico Paititi.
Según la investigación de Polentini y otros autores, basada en los informes de De Zecenarro al Virrey Baltasar de la Cueva y Enríquez de Cabrera obrantes en el Archivo de Indias de Sevilla, el capitán informó que:
''Con respecto a Paititi, no se ha hallado pueblo que se llame así, sino un río que se junta con otro llamado Manu, y que entre estos dos ríos ay un pueblo muy grande de muchissima suma de jente y lo gobiernan cuatro caciques y estos tienen mucha vajilla de oro y plata y que se sientan en banquillos de oro".
Los pueblos y puestos de misioneros que fueron fundando en su avanzada habrían de sentar las bases jurídicas para incorporar dicho territorio al Perú, durante el conflicto limítrofe suscitado con Bolivia en los primeros años del siglo XX.

## Túpac Amaru II
El 4 de noviembre de 1780 se inician el movimiento de José Gabriel Condorcanqui contra la dominación española, adoptando el nombre de Túpac Amaru II, en honor de su antepasado el último Inca de Vilcabamba. Túpac Amaru se declara Inca y además Señor del Amazonas con dominio en el Gran Paititi, y jura con el siguiente bando su coronación: "...Don José Primero, por la gracia de Dios, Inca rey del Perú, Santa Fe, Quito, Chile, Buenos Aires y Continentes de los Mares del Sur, Duque de la Superlativa, Señor de los Césares y Amazonas con dominio en el Gran Paititi, Comisario Distribuidor de la Piedad Divina, etc...".

## Descubrimientos recientes
En 2001, el arqueólogo italiano Mario Polia descubrió en los archivos de los Jesuitas en Roma un informe del misionero Andrea López. En este informe, cuyo origen data de alrededor del año 1600, López habla de una ciudad grande, rica en oro, plata y joyas, ubicada en medio de la selva tropical, cerca de una catarata llamada Paititi por los nativos. López informó al Papa de su descubrimiento, pero algunas teorías conspiracionistas cuentan que el lugar exacto de Paititi ha sido mantenido en secreto por la Santa Sede.

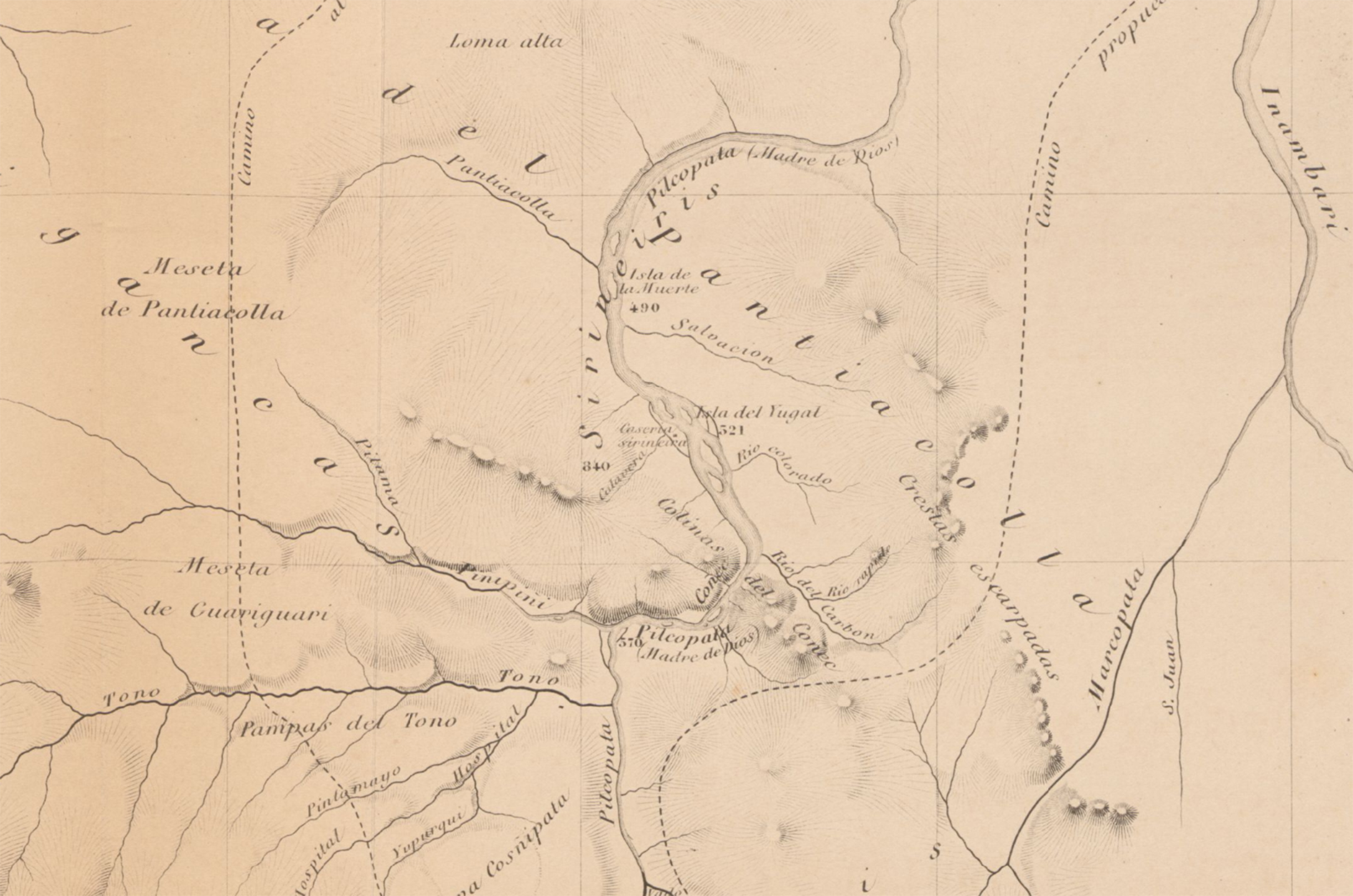
MESETA DE PANTIACOLLA 1873

Quienes suponen que el mito refleja una realidad concreta, sugieren que la ciudad del Paititi y sus riquezas se encuentran probablemente en las selvas montañosas del sureste peruano, en el departamento de Madre de Dios, en algunos de los valles actualmente incluidos dentro del parque nacional del Manú, al este del Cerro Atalaya, hacia los lugares llamados Pantiacolla en cuyas cercanías existen sugestivos montículos llamados "pirámides" de Paratoari, aunque estos llamativos montículos piramidales vistos desde el aire y recubiertos de densa yunga parecen ser formaciones geológicas naturales. 
Recientemente, Virgilio Yábar condujo varias expediciones a las pirámides de Paratoari, durante los años (2019, 2021, 2022, 2023), el reporta la existencia de ruinas, petroglifos y geoglifos nunca antes reportados en el área de las pirámides de Paratoari, en adición, Virgilio Yábar plantea una nueva localización de la meseta del Pantiacolla esto basado en la revisión de un antiguo mapa elaborado por Herman Göhring el año de 1873. 

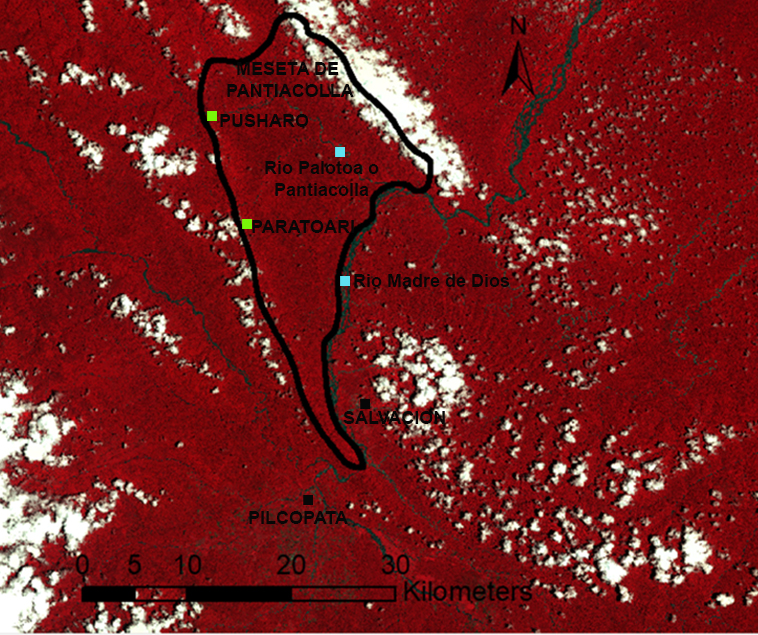
MESETA DE PANTIACOLLA

En cuanto a la malograda expedición realizada por Percy Harrison Fawcett, este buscaba una ciudad perdida en la Amazonia en zonas próximas a las fronteras de Brasil con Bolivia y Perú, a tal ciudad le dio el nombre Ciudad perdida de Z, en las hipótesis de este explorador tal ciudad se confundía con la supuesta del Paititi aunque más al este, en la región del río Xingú (o Shingu). Lo más probable es que Fawcett haya mal interpretado textos (en los que resonaba la leyenda del Paititi) y relatos antiguos creyendo que el sistema de grandes aldeas pobladas por amazonidos agricultores e interconectadas por pistas constituían una urbe en el sentido usual de la palabra (con palacios y edificios de mampostería).
Últimamente la estudiosa italiana Laura Laurencich Minelli ha divulgado el contenido del libro Blas Valera Exul immeritus populo suo, del jesuita Blas Valera, y dos grabados originales del 1618, donde se describe el Paititi con vista desde la selva y desde la sierra. 
Aunque este libro no ha obtenido el reconocimiento universal se han desarrollado nuevas hipótesis sobre la ubicación del Paititi.

## Exploradores
Desde entonces, se han llevado a cabo investigaciones más serias asociadas con Paititi en lugares perdidos de montañas y selvas peruanas, bolivianas y brasileras. Algunos de estos nuevos exploradores han sido el médico y explorador peruano Carlos Neuenschwander Landa, el sacerdote salesiano argentino Juan Carlos Polentini Wester, por informaciones y relatos del hacendado Aristides Muñiz Rodríguez de la zona de Lares y Lacco como lo relata el libro "Paititi En la Bruma de la Historia", y "Paititi" de Editorial Salesiana y, desde 1984, hasta fechas recientes (2012), el psicólogo/explorador Gregory Deyermenjian, (EE. UU.) y el explorador/cartógrafo Paulino Mamani (Perú).

### Expediciones para encontrar Paititi
- 1538- Expedición de Pedro de Candia. La expedición empezó en Paucartambo rumbo a la selva del río Amarumayo (hoy Río Madre de Dios).
- 1538- Expedición de Pedro Anzúrez de Camporredondo. La expedición empezó en Ayaviri rumbo a la selva del Río Beni. Resultó en la muerte de muchos españoles e indígenas. Pedro Anzúrez de Camporredondo con los sobrevivientes lograron llegar al altiplano.
- 1553 - Nuflo de Chaves, remontando el Río Itonomas, (llamado también Río San Miguel, afluente del Río Guaporé).
- 1558 - Nuflo de Chaves, remontando el Río Paraguay.
- 1572-  Gran expedición de Juan Álvarez Maldonado.
- 1623 - Expediciones de Juan Recio de León, por el Río Beni y el Río Tuichi.
- 1677 - Expedición de Diego y Martín de Zecenarro, descubriendo el río Inambari.
- 1695 - Padre Agustín Zapata, remontando el Río Mamoré.
- 1845 - El explorador boliviano José Agustino Palacios, remontando el Río Mamoré.
- 1910 — El explorador inglés Percy Harrison Fawcett, explorando las fuentes del Río Heath.
- 1925 — Percy Harrison Fawcett, en la región de Mato Grosso (Brasil).
- 1954-55 — El explorador alemán Hans Ertl, en la zona de Mapiri, en Bolivia.
- 1958-1980 - El explorador peruano Carlos Neuenschwander Landa llevó a cabo más de 15 expediciones en busca del Paititi y fue el primero en recorrer el Camino de Piedra en la cordillera de Paucartambo. Además estudió los Petroglifos de Pusharo, descubrió la Fortaleza de Hualla, además de otros sitios ubicados en el valle del Río Yavero. En 1966 ha llevado a cabo una expedición aérea en helicóptero en las cabeceras del Río Ticumpinea, en el territorio del actual Santuario nacional Megantoni.
- 1972 — Robert Nichols, Serge Debru y George Puel desaparecen explorando la zona ubicada a norte de los Petroglifos de Pusharo.
- 1984 a 2000 — en total 14 expediciones por Gregory Deyermenjian, junto a la familia cusqueña Vilchez Zamalloa, en 1984 y 1987, en las más remotas zonas de alturas y selvas de las Provincias de La Convención, Calca, y Paucartambo en Cusco y de Manu en Madre de Dios, el Perú.
- 1997 — Lars Hafksjold, en la región de Madre de Dios (Perú). En el mismo año el explorador noruego desaparece en el parque nacional Madidi.
- 1998 — En agosto, el joven explorador chileno Camilo Valdivieso realiza sus primeras indagaciones en los petroglifos de Pusharo y su relación con la ciudad perdida.
- 2000 — Investigaciones hacia el río Alto Madre de Dios, desarrolladas por Valdivieso y un grupo internacional.
- 2001 — En junio, la expedición Kota Mama II liderada por John Blashford-Snell localizaron unas ruinas antiguas significativas en la selva al este de Lago Titicaca en Bolivia, las cuales se creen que ya eran descubiertos antes por Hans Ertl.
- 2002 — El explorador polaco Jacek Palkiewicz, en el parque nacional del Manu,(Perú), explorando el Río Maestron.
- 2002 — Camilo Valdivieso accede hacia cercanías de las nacientes del río Sinkibenia, encontrando importantes evidencias arqueológicas sobre la presencia Inca en zonas no exploradas anteriormente.
- 2004 — En junio, el equipo de exploración Quest For Paititi de Gregory Deyermenjian y Paulino Mamani descubrieron varias ruinas incas importantes a largo de la Carretera Inca de Piedra, encima de la cumbre del¨"Último Punto" en el norte de la región de Pantiacolla, Perú.
- 2005 — la expedición más reciente de Thierry Jamin y Herbert Cartagena.
- 2006 — Paititi Expedición: más allá de la Meseta de Pantiacolla y al alcance más extremo de los Incas, llevado a cabo por Gregory Deyermenjian y Paulino Mamani en junio de 2006, al Río Taperachi norte del Río Yavero. Aquí encontraron los asentamientos más lejanos hasta ahora identificados de los Incas, más allá de los restos que encontraron en las zonas montañosas en el “Último Punto” en 2004.
- 2006 — En noviembre, la expedición Destinia.com liderada por Juan José Revenga proponía buscar Paititi en la región del río Madre de Dios.
- 2008 — En diciembre, el genetista franco-peruano Jhoan Garcôa Tapia inicia la búsqueda del Paititi en la región Cusco - Apurímac.
- 2009 — En junio, el investigador italiano Yuri Leveratto y las guías peruanas Fernando Rivera Huanca y Saúl Robles Condori llegan a la Cumbre del Cóndor, una de las Pirámides de Pantiacolla, comprobando su origen natural. Describen también algunos petroglifos de origen amazónico en el río Inchipato.[39]
- 2011 - En septiembre, los investigadores Gregory Deyermenjian, Ignacio Mamani, Alberto Huillca, Yuri Leveratto y Javier Zardoya, en una expedición en la cual hallaron las ruinas de la ciudadela preinca de Miraflores.
- 2011 - En diciembre, los investigadores Evandro Santiago, Zairo Pinheiro y Joaquim Cunha da Silva (Brasil) y Yuri Leveratto (Italia) acompañados por el guía local Elvis Pessoa, llegaron al sitio arqueológico de Ciudad Laberinto (Rondonia), llevando a cabo estudios sobre su origen y función.[40]
- 2011 - En diciembre, el investigador italiano Yuri Leveratto y la guía brasilera Fernando Chogo dos Santos llegaron a la Fortaleza del Río Madeira, sitio arqueológico ubicado en las cercanías del Río Madeira.[41]
- 2011 - En la expedición británica conformada por Kenneth Gawne, Lewis Knight, Ken Halfpenny, I.Gardiner y Darwin Moscoso como documentarista se explora la zona de las Pirámides de Pantiacolla.[42]